# Далбе (остановочный пункт)
Да́лбе (латыш. Dalbe) — железнодорожный остановочный пункт на территории одноимённого посёлка в Елгавском крае, на 29 километре линии Рига — Елгава. На картах немецкой армии 1917 года выпуска отмечен как станция Dolbing. Официально открыт в 1920 году, как станция 4 класса. В настоящее время пассажирское здание закрыто и остановка не имеет билетной кассы. Стоимость проезда до станции Рига-Пасажиеру составляла на апрель 2009 года 1,05 лата (время в пути, приблизительно 32 мин) и до станции Елгава — 0,50 лата (время в пути, приблизительно 17 мин).